# Eugène Terre'Blanche
Eugène Ney Terre'Blanche (Ventersdorp, 31 gennaio 1941 – Ventersdorp, 3 aprile 2010) è stato un politico, ufficiale di polizia e paramilitare sudafricano.
Soprannominato E.T. dai suoi detrattori, e die Leier ("il Leader") da suoi seguaci, è stato un acceso sostenitore dell'apartheid e ha fondato il movimento boero di estrema destra Afrikaner Weerstandsbeweging (AWB), indipendentista ed extraparlamentare, dotato di un braccio paramilitare. La sua ideologia è stata etichettata in molti modi, tra i quali separatista bianca, nazionalista boera, segregazionista, anticomunista e neonazista. Fu assassinato da due suoi dipendenti neri nella sua azienda agricola.

## Biografia

### Antenati
L'antenato dei Terre'Blanche presenti in Sudafrica fu un ugonotto francese (infatti terre blanche in francese vuol dire "terra bianca") di nome Estienne Terreblanche, proveniente dalla regione di Tolone, in Provenza, che si rifugiò al Capo nel 1704 per fuggire le feroci persecuzioni nel suo paese e che, come molti altri si rifugiarono nella Colonia del Capo e altrove per professare liberamente il loro credo calvinista, unendosi ai boeri olandesi e assimilandosi alla cultura afrikaner. Il cognome Terreblanche ha mantenuto negli anni la sua pronuncia originaria sebbene esso sia presente in Sudafrica in alcune varianti: Terre'Blanche, TerreBlanche, Terblanche e Terblans. Suo nonno Etienne fu un ribelle della Colonia Britannica del Capo che combatté a fianco dei propri compatrioti boeri contro gli inglesi durante la seconda guerra boera, mentre suo padre De Villebois-Mareuil fu tenente colonnello nell'esercito sudafricano (South African Defence Force) e comandante del distretto di appartenenza.

### Gioventù
Nato il 31 gennaio 1941 a Ventersdorp, nel Transvaal, frequentò le scuole a Potchefstroom, una delle città più conservatrici e calviniste del Transvaal. La sua massiccia corporatura gli permise di entrare nella squadra di rugby del liceo e di divenirne il capitano. Nel 1964 entrò in polizia, divenendo ben presto ufficiale, prestando servizio nell'Africa del Sud-Ovest (odierna Namibia) e fu selezionato fra 20.000 giovani ufficiali di polizia per far parte delle unità speciali incaricate della protezione delle residenze del Presidente del Sudafrica e del Primo ministro. Nel 1968 lasciò la polizia per dedicarsi all'agricoltura nella sua fattoria. Terre'Blanche ebbe un'unica figlia, Bea, adottata.

### Attività politica
Alla fine degli anni sessanta Terre'Blanche maturò una certa delusione verso le idee e le politiche pubbliche, che lui reputava troppo "liberali", dell'allora Primo Ministro B.J. Vorster tanto che finì per militare, a partire dal 1969, nell'Herstigte Nasionale Party (HNP, Partito Nazionale Rifondato), un partito formatosi l'anno precedente da una scissione dell'estrema destra del National Party, il partito di governo, accusato di essere troppo liberale e troppo morbido nell'applicazione dell'apartheid. Egli si presentò anche alle elezioni generali nella circoscrizione di Heidelberg, ma non fu eletto.

Bandiera ufficiale dell'AWB

Il 7 luglio 1973 fondò, insieme ad altri 6 membri dell'HNP, fra i quali spicca la figura di Jan Groenewald, un movimento politico extraparlamentare, che agiva dall'estrema destra e dall'esterno del mondo dei partiti: nacque così l'Afrikaner Weerstandsbeweging (AWB, Afrikaner Resistance Movement). Il 7 è il numero sacro della Bibbia e si oppone al triplo 6 dell'anticristo nell'Apocalisse di Giovanni, e nella tradizione mistica ed esoterica rappresenta il numero della perfezione) e per questo il simbolo dall'AWB è formato da tre numeri 7 incrociati quasi a formare una svastica. Inoltre il giorno e il mese della fondazione sono il 7 ( 7/ 7/ 1973) e sette come il numero dei fondatori del movimento. L'abilità oratoria di Terre'Blanche fece acquisire all'AWB molte simpatie fra l'estrema destra bianca, tanto che il Movimento raggiunse un picco di adesioni pari a 70.000, su una popolazione di, allora, 3,5 milioni di bianchi. Divenne quindi il nemico numero uno dei nazionalisti neri, che a più riprese lo diffamarono sulla stampa accusandolo di aggressioni a persone di colore, scandali sessuali e abusi su animali.

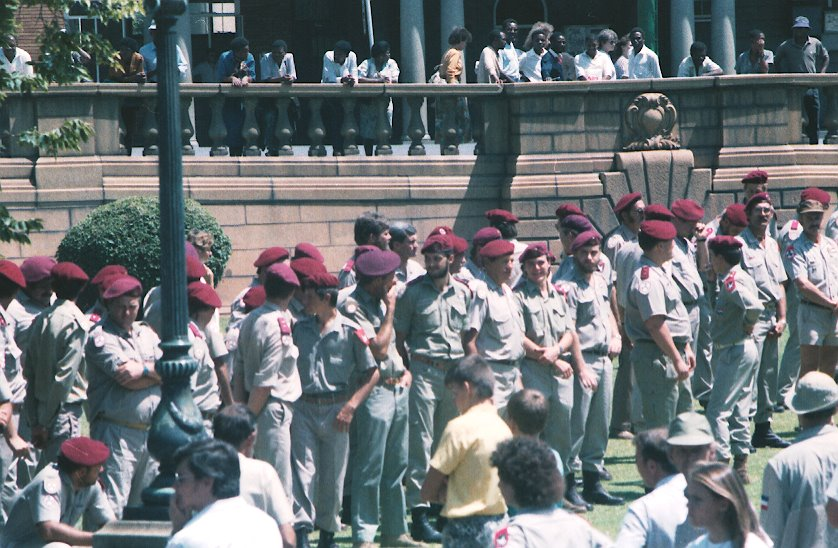
Milizie dell'AWB durante una manifestazione a Pretoria

Nel 1979 coprì di catrame e piume un professore dell'Università di Pretoria e ne danneggiò la proprietà. Il motivo era che questi disse che la festività afrikaner Geloftedag (il "giorno del voto") non era paragonabile allo Shabbat ebraico. Nel 1982 fu sorpreso dalle forze di sicurezza con casse piene di armi, munizioni ed esplosivo, nella fattoria del fratello, nel Transvaal. Per questo reato fu condannato nel 1983 a due anni con il beneficio della sospensiva della pena. Egli fu parimenti fondatore delle Brandwag, le milizie paramilitari dell'AWB, i cui commando hanno il compito di difendere gli interessi bianchi. Esse inizialmente nacquero per opporsi allo Umkhonto we Sizwe, ala militare dell'African National Congress e supportare il governo bianco nell'apartheid, mentre dopo la fine del regime divenne una forza di "autodifesa bianca" e anti-governativa. Nel 1988 riuscì a farle sfilare nel centro di Pretoria.
Ma la figura di Terre'Blanche cominciò a provocare una certa frustrazione, sia al suo movimento, sia agli altri gruppi conservatori, sia anche ai movimenti più liberali. Infatti il 28 gennaio 1989 l'AWB si spaccò e, a Pretoria, nacque il Boere Vryheid Beweging (BVB). Alla fondazione presero parte 120 delegati, tutti ex membri dell'AWB. Tra questi il professor Alkmaar Swart, il dr. Chris Jooste e anche il membro fondatore Jan Groenewald. Questi tre, assieme alla dottoressa Baba Jooste, precedentemente leader del Boerevrou, diventeranno i componenti del comitato esecutivo. Precedentemente un gruppo terroristico, l'Order of the Dead (Orde van die Dood), si era già distaccato.
Nel 1988 l'AWB fu scosso da uno scandalo secondo cui Terre'Blanche aveva avuto una relazione extraconiugale nascosta con la giornalista Jani Allan, cosa negata da entrambi: nel giugno 1989, Cornelius Lottering, membro dell'Orde van die Dood tentò di sua iniziativa di assassinare la donna piazzando una bomba fuori dal suo appartamento.

#### Gli scontri armati alla fine dell'apartheid
Il 9 agosto 1991 guidò una manifestazione di protesta violenta contro il presidente Frederik de Klerk a Ventersdorp, che divenne nota come "battaglia di Ventersdorp". Ci furono scontri sanguinosi fra la polizia e l'AWB che portarono a morti e feriti soprattutto tra i manifestanti. Sei militanti dell'AWB furono condannati a morte per 4 omicidi, anche se le condanne saranno commutate. 
Tribuno dotato di forte e accesa oratoria (ai suoi comizi riuscì a radunare elevati numeri di ascoltatori), dai sostenitori e dai detrattori paragonata allo stile di Adolf Hitler, Terre'Blanche vedeva la fine dell'apartheid come una resa del paese al comunismo ("Siamo pronti alla guerra civile. Affronteremo con le armi e stenderemo tutti i negri che proveranno a fermarci. Salveremo il Sudafrica dai comunisti di Mandela", disse in un comizio del 1992) e per questo tentò la carta della violenza minacciando di far scoppiare una guerra civile su larga scala se il presidente de Klerk avesse consegnato il potere a Nelson Mandela e all'African National Congress. 
(Terre'Blanche nel 1992)
Sempre nello stesso periodo, Terre'Blanche fu protagonista di un assalto armato verso il World Trade Center a Kempton Park, nei pressi di Johannesburg, mentre erano in corso i negoziati fra governo e rappresentanti della maggioranza nera.
L'AWB fallì nel suo tentativo, sempre nel 1994, di appoggiare l'autoritario leader del bantustan di Bophuthatswana, Lucas Mangope, un nero tswana favorevole al mantenimento della separazione razziale e che rifiutava di cedere il potere sul bantustan, quando, in presenza di giornalisti e di una troupe televisiva, alcuni membri in uniforme dell'AWB spararono sulla folla; i membri del Bophuthatswana Defence Force risposero al fuoco, e un ufficiale uccise, sparando a bruciapelo, tre paramilitari feriti dell'AWB che erano a terra. 
Terre'Blanche decise anche di aiutare altri separatisti neri nella lotta contro lo stato unico voluto dall'ANC, addestrando le milizie del movimento indipendentista zulu Partito della Libertà Inkata, ma dopo i fatti di Bophuthatswana non fece più seguito agli iniziali propositi di guerra.

### Condanna e prigionia
Il 7 giugno 2000 Terre'Blanche fu condannato a 1 anno di prigione per aver aggredito un lavoratore nero presso una stazione di servizio e nel 2001, dopo temporanea scarcerazione, a 5 anni per il tentativo di omicidio di un bracciante agricolo, a cui si disse estraneo, per totale di 6 anni. Fu trasferito allora presso la prigione di Rooigrond presso Mafikeng nella provincia del Nord-Ovest. Durante la prigionia egli divenne un cristiano rinato, corrente presente fra alcuni gruppi protestanti, e anzi sostenne di aver mitigato molte delle sue convinzioni ultra-razziste, avvicinandosi a convinzioni affini anche al sionismo cristiano, ripudiando aspetti antisemiti e accentuando altri aspetti, religiosi e biblici già presenti nei boeri calvinisti ("Ai bianchi la terra africana appartiene non per volere dell'Onu, ma per loro alleanza con Dio" disse Terre'Blanche" nel 1993), come ispirazione della sua azione politica: 
(Eugene Terre'Blanche nel 2005)
Il suo movimento ha sempre sostenuto che questi scandali e casi giudiziari che lo hanno coinvolto sono stati fabbricati ad arte dal governo nero e dai suoi agenti, con il supporto dei mezzi di informazione, controllati dalla sinistra. Nel 2003 fu condannato per terrorismo a 6 anni per i fatti del 1993 (con le vecchie condanne per un totale di 14 anni), ma l'anno seguente ottenne la liberazione condizionale per i reati recenti e il condono per quest'ultima accusa.
Come altri dopo la fine dell'apartheid Terre'Blanche e i suoi sostenitori chiesero difatti l'amnistia per l'assalto al World Trade Center, per la "Battaglia di Ventersdorp" e per altri reati del periodo del vecchio regime, amnistia che fu concessa dalla Commissione per la verità e la riconciliazione. Rimesso in libertà nel giugno 2004, uscì di prigione a cavallo (come ne era entrato) e recitando alcuni versi della poesia I narcisi di William Wordsworth. Successivamente pubblicò alcune poesie scritte da lui stesso in afrikaans.
Il 16 dicembre 2005 celebrò il Giorno della Conciliazione (l'ex Giorno del Voto celebrato durante l'apartheid) durante un raduno sulla Church Square, nel centro di Pretoria; davanti ad alcune centinaia di simpatizzanti, egli criticò la "nazione artificiale" del Sudafrica, asserendo che era stata creata esclusivamente per mezzo della lingua inglese, "come una pozione magica".
Nel 2008 annunciò di voler denunciare il governo alla Corte penale internazionale a l'Aia per il rifiuto di concedere uno stato ai boeri.

### Morte
Terre'Blanche fu assassinato a bastonate e colpi di machete nel sonno il 3 aprile 2010 da due uomini, nella sua azienda agricola situata nel nord-ovest del Sudafrica. Alla base del delitto non vi sarebbero stati motivi politici ma un dissidio con due suoi dipendenti di etnia xhosa per il mancato pagamento dello stipendio mensile, litigio poi sfociato in un'aggressione, sebbene i suoi seguaci accusarono i leader neri di essere i mandanti. 
I due arrestati erano Chris Mahlangu, di 28 anni, e Patrick Ndlovu, di 15. Mahlangu fu liberato temporaneamente il 13 luglio 2010 grazie ad una cauzione.
In seguito i due sospetti del delitto furono processati: Ndlovu fu assolto per insufficienza di prove e condannato solo per effrazione e furto, Mahlangu - che aveva ammesso il delitto motivandolo come legittima difesa da tentativo di violenza sessuale - fu invece condannato all'ergastolo per omicidio di primo grado premeditato, rapina e vilipendio, per aver sottratto indumenti dal corpo al fine di inquinare la scena o infierire sulla dignità della vittima. Subito dopo le dichiarazioni del bracciante, sia la vedova che un importante membro del partito smentirono che Terre'Blanche intrattenesse relazioni omosessuali con i suoi dipendenti di colore, come affermato da Mahlangu, e che l'avesse infettato con l'HIV. Al processo si dichiararono non colpevoli.
La moglie e la figlia di Terre'Blanche, Martie e Bea Terre'Blanche, si dissero insoddisfatte dell'esito, a causa dell'assoluzione del secondo uomo e delle calunnie proferite da Mahlangu, della mancanza di riconoscimento del movente politico e dell'assenza di eventuale mandante.
Il delitto avvenne in un momento di forte tensione sociale tra i boeri e i seguaci di Julius Malema, leader estremista del nazionalismo africano, allora a capo dell'ANCYL, la Lega Giovanile del partito di governo, l'African National Congress (ANC), che più volte aveva cantato pubblicamente Spara al boero ("Shoot the boer"/"Dubul' ibhunu"), uno storico inno dell'ANC, accusato di incitare il fenomeno degli omicidi degli agricoltori boeri, dichiarato poi incostituzionale per incitamento alla violenza.
Il presidente Jacob Zuma (ANC) espresse le sue condoglianze alla famiglia e all'AWB, definendo l'accaduto "un'azione terribile", compiuta da "codardi". Analogo cordoglio fu offerto alla famiglia da diverse autorità del paese, tra cui politici e ufficiali, recatisi alla fattoria del politico sudafricano il giorno successivo all'omicidio.
Sebbene l'AWB abbia inizialmente chiesto vendetta contro gli assassini, e minacciato di utilizzare la forza, ritrasse poi tale proposito anche di fronte alla richiesta di Zuma di placare le tensioni del paese.
I funerali si svolsero il 9 aprile 2010, alla Chiesa Protestante di Ventersdorp; quello stesso giorno Terre'Blanche venne sepolto accanto alla sua fattoria. Steyn von Ronge gli successe alla guida dell'AWB.

## Nei media
Terre'Blanche fu satireggiato in un documentario del 1991 dal titolo The Leader, His Driver and Driver's Wife diretto dal britannico Nick Broomfield. Un sequel di Broomfield, His Big White Self, è stato trasmesso per la prima volta nel febbraio 2006.

## Opere
- Inktrane (inglese Ink tears, "lacrime d'inchiostro"), CD e DVD contenente poesie scritte da Terre'Blanche, 2004, 11.3% Motion Pictures (Pty) Ltd.